# Vállalhatatlan zsák foltot keres
A Vállalhatatlan zsák foltot keres (eredeti cím: Someone Marry Barry) 2014-es amerikai romantikus filmvígjáték, melynek rendezője Rob Pearlstein. A főszerepben Tyler Labine, Lucy Punch, Damon Wayans Jr. és Hayes MacArthur látható.
A film 2014. február 7-én jelent meg.

## Cselekmény
Gyerekkori barátok egy csoportja azt tervezi, hogy megszabadulnak a társadalmilag nem megfelelő barátjuktól, és feleséget keresnek neki. Csodával határos módon találkozik vele egy egyszinten lévő nő, ezáltal a problémáik megduplázódnak.

## Szereplők
- Tyler Labine – Barry Burke[1]
- Damon Wayans Jr. – Desmond[1]
- Lucy Punch – Melanie Miller[1]
- Hayes MacArthur – Rafe
- Thomas Middleditch – Kurt
- Frankie Shaw – Camille
- Ed Helms – Ben
- Ginger Gonzaga – Juanita
- Amanda Lund – Rachael
- Jerry Minor – Taxisofőr
- Greg Germann – Bill
- Brett Gelman – Goker
- Joe Lo Truglio – Sammy

## Gyártás
2012. július 23-án a The Hollywood Reporter arról számolt be, hogy Labine, Punch és Wayans Jr. csatlakozott a Pearlstein által írt és rendezett film szereplőgárdájához. 2013. november 1-jén bejelentették, hogy a FilmBuff 2014. február 13-án tűzi műsorára a filmet a mozikban és VOD módon.
A film forgatása 2012. július 23-án kezdődött Los Angelesben.